# Hagen im Bremischen
Hagen im Bremischen är en kommun och ort i Landkreis Cuxhaven i förbundslandet Niedersachsen i Tyskland.
De tidigare kommunerna Bramstedt, Driftsethe, Sandstedt, Uthlede och Wulsbüttel uppgick 1 januari 2014 i Hagen im Bremischen.